# Karel Miljon
Karel Leendert Miljon (Amsterdam, 17 settembre 1903 – Bennebroek, 8 febbraio 1984) è stato un pugile olandese.

## Palmarès

### Olimpiadi
- Bronzo a Amsterdam 1928 nei pesi mediomassimi.